# Орлова, Прасковья Ивановна
Праско́вья Ива́новна Орло́ва (урождённая Куликова, по первому и второму мужу — Орло́ва-Са́вина) (5 [17] октября 1815, Москва, Российская империя — 2 [15] июля 1900, Осташков, Тверская губерния, Российская империя) — популярная московская артистка первой половины XIX века.
Сестра театрального режиссёра, автора комедий и водевилей Н. И. Куликова, а также актрисы А. И. Шуберт-Яновской.

## Биография
Родилась 5 (17) октября 1815 года в Москве, в семье крепостных. Получила сценическое образование в Московской театральной школе, где на неё обратили внимание директор московских театров Ф. Ф. Кокошкин и артист В. И. Живокини.
В 1828 году она удачно дебютировала на Московской сцене в пьесе «Два гусара, или жених в халате», и с тех пор до 1837 года пользовалась постоянным, хотя и не особенно шумным успехом, выступая главным образом в комедиях и водевилях.
В 1837 году П. С. Мочалов в свой бенефис предложил Орловой сыграть роль Офелии в «Гамлете», и в этой роли проявился её крупный драматический талант, привлёкший к ней ещё больше внимания публики. После ухода со сцены популярной артистки Н. В. Репиной все её роли перешли к Орловой. Особенно хороша она была в роли Вероники в «Уголино» и Корделии в «Короле Лире».
Оставив около 1845 года московскую сцену, Орлова переехала в Петербург, куда она и раньше приезжала на гастроли. В Петербурге она обычно выступала лишь в любительских спектаклях, наибольшим успехом пользовалась в роли Ифигении, в одноименной трагедии, а также в водевиле «Чего на свете не бывает».
В конце 1840-х и в начале 1850-х годов Орлова играла преимущественно в Одессе и Киеве. Очень благосклонно отзывался о ней В. Г. Белинский, считая её «замечательной артисткой и для драмы и для комедии».
В 1855 году находилась в Крыму, три месяца была в Севастополе в разгар осады, работала сестрой милосердия; была награждена медалью «За храбрость».
Оставила большую сцену в 1859 году, выйдя замуж за Фёдора Кондратьевича Савина, городского голову города Осташков, после чего целиком посвятила себя местной благотворительности, а также Осташковскому общественному театру, в котором являлась, фактически, художественным руководителем, наставницей самодеятельных актёров и постановщицей пьес. Юридически, управляющим этого театра был её муж. 
Скончалась 2 (15) июля 1900 года и была похоронена на территории Знаменского женского монастыря в Осташкове. Написала живую и непосредственную «Автобиографию» (отдельным изданием книга вышла в 1885 году и, спустя столетие была переиздана: Орлова-Савина П. И. Автобиография /подгот. текста, вступ. ст. и указатели И. С. Преображенской. — М.: Художественная литература, 1994. — ISBN 5-280-02460-0.